# بخش یورک (شهرستان بلمونت، اوهایو)
بخش یورک (به انگلیسی: York Township) یک منطقهٔ مسکونی در ایالات متحده آمریکا است که در شهرستان بلمون، اوهایو واقع شده‌است.
 بخش یورک ۶۷٫۳ کیلومتر مربع مساحت و ۲٬۵۳۸ نفر جمعیت دارد و ۲۶۰ متر بالاتر از سطح دریا واقع شده‌است.